# Cserény (néprajz)

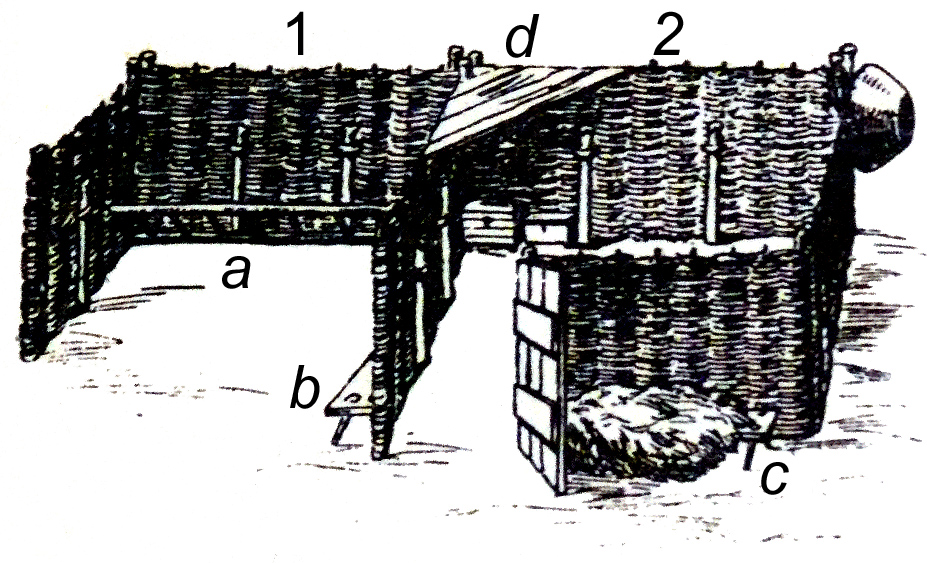
Bugaci kétosztatú cserény a 20. század elején
1 – szárnyék, 2 – pásztorcserény, a – jászol, b – nyeregpad, c – gúnyapad, d – sátor

A cserény a magyar népi építészetben vessző- vagy nádlapokból, esetleg deszkatáblákból összeállított, fedetlen, mozgatható pásztorépítmény, amely a pásztor szállására és a kényesebb jószágok elhelyezésére egyaránt alkalmas volt.

## Terminológia
A cserény magyar származékszó, a sző ige valamelyik archaikus, -r gyakorítóval bővült alakjából (ser, sír, sür) képződött az -ény főnévképző hozzáadásával. A 14. századtól ismert szó eredetileg bármiféle nád- vagy vesszőfonadékot, illetve abból készült tárgyat jelölt, s egészen a 20. század elejéig a népnyelv több efféle alkalmatosságra használta a cserény szót (vesszőből font szekérkas oldala, sárral tapasztott vessző szikrafogó stb.). Adatolhatóan a 17. századtól ismert ’nád- vagy vesszőfonatos pásztorenyhely’ jelentésében. Helyenként a pásztorszállásul szolgáló cserényt karám néven ismerték, amely nem azonos a néprajzi szakirodalomban használt karám építménytípussal.

## Tipológia
A fakeret közé vesszőből font vagy nádból korcolt, közelítően 1,5 méter magas és 2–3 méter széles elemeket (lésza), később deszkatáblákat úgy állították össze az állás közelében, hogy sarkaikat az előzőleg a földbe levert cserénykarókhoz erősítették vesszőgúzzsal. Az így felépített cserény felmenő falai – maguk a vessző- vagy nádlapok – többnyire két négyzet alaprajzú rekeszt adtak ki. Az egyik rész csak három oldalról volt zárt, negyedik oldala nyitott maradt, s a pásztor(ok) lova(i) számára szolgált szélfogó szárnyékul, ezért többnyire egy hordozható jászolt is elhelyeztek benne. Az építmény másik része a pásztor tulajdonképpeni lakhelye volt: itt tartotta gúnyáját és készségeit, itt főzte ebédjét a szabad tűzön és itt is aludt. Ezt a rekeszt már gyakran ellátták vessző- vagy nádajtóval is. Fontos volt, hogy a falak ne legyenek embermagasságúak, így a pásztor a cserényből is könnyedén szemmel tarthatta jószágait. Ismertek olyan egyosztatú cserények is, amelyek csak a pásztornak nyújtottak enyhelyet, s szárnyékot nem toldottak hozzá. Ezekre alkalmanként már tető is kerülhetett, a kétosztatú cserény viszont mindig fedetlen volt, esetleg a tűzhely feletti sarokra került kis, háromszög alakú nád- vagy vesszőfonat (sátor).

## Elterjedés
A cserény a Duna–Tisza közi, s főként a kiskunsági ridegpásztorok körében dívott. A tiszántúli fuvarosok is használtak a cserényhez hasonló, összetekert állapotában hordozható alkalmatosságot, amelyet akkor állítottak fel, ha valamilyen oknál fogva a szabadban kellett éjszakázniuk, s enyhelyet kívántak biztosítani maguknak és állataiknak.